# Ишимовское сельское поселение
Ишимовское се́льское поселе́ние — муниципальное образование в Октябрьском районе Пермского края Российской Федерации.
Административный центр — село Ишимово.

## История
Статус и границы сельского поселения установлены Законом Пермской области от 9 декабря 2004 года № 1886-411 «Об утверждении границ и о наделении статусом муниципальных образований Октябрьского района Пермского края»

## Население
| 2010 | 2012  | 2013  | 2014  | 2015  | 2016  | 2017 |
| ---- | ----- | ----- | ----- | ----- | ----- | ---- |
| 1121 | ↘1096 | ↘1062 | ↘1053 | ↘1037 | ↘1023 | ↘991 |
| 2018 | 2019  |       |       |       |       |      |
| ↘978 | ↘948  |       |       |       |       |      |

## Состав сельского поселения
| № | Населённый пункт | Тип населённого пункта       | Население |
| - | ---------------- | ---------------------------- | --------- |
| 1 | Ишимово          | село, административный центр | 725       |
| 2 | Самарова         | деревня                      | 396       |